# Дід Мороз і сірий вовк (мультфільм, 1937)
«Дід Мороз і сірий вовк» — мультиплікаційний фільм у чорно-білому зображенні, створений у 1937 році режисером-мультиплікатором Ольгою Ходатаєвою. Перший радянський новорічний мультфільм з Дідом Морозом випущений після легалізації в СРСР святкування Нового року.

## Сюжет
Лісові звірята готуються до Нового року. Дід Мороз має намір зрубати їм ялинку на свято. Двоє зайчаків вирушають з ним рубати ялинку і залишають стерегти будинок свою сестричку. У цей час сірий вовк намагається потрапити до будинку зайчат, сказавши, що він Дід Мороз, але їхня сестричка йому не вірить. Після цього він одягає бороду і шубу і, прикинувшись Дідом Морозом, знову стукає до хати до зайчат, і маленька зайчиха його пускає. Він засовує її в мішок разом із частуванням зі столу і йде. Дід Мороз і зайченята в лісі чують крики зайчихи, що доносяться з мішка вовка, і намагаються наздогнати вовка, але він тікає. Маленька зайчиха відриває латку на мішку, викидає звідти частування і вистрибує сама. Так Дід Мороз і зайченята знаходять свою сестричку і приходять до будинку вовка. Сірий вовк, виявивши зникнення, ховається від Діда Мороза у себе вдома. Дід Мороз заморожує хату сірого вовка, і той, змерзнувши, виходить. Потім вовк зрубує ялинку і доносить її до хати зайчат. Дід Мороз вбирає ялинку та роздає подарунки звірятам. Після Вовк просить вибачення у маленької зайчихи й обманом її знову викрадає, але Дід Мороз її рятує і здуває завірюхою вовка в ополонці.

## Творці
- Режисер: Ольга Ходатаєва
- Помічник: Н. Воїнів
- Сценарій: Володимир Сутєєв
- Композитор: Р. Лобачов
- Звукооператор: С. Ренський
- Оператор: Д. Каретний
- Зйомка: До. Крилова, П. Лебедєва
- Художники-мультиплікатори: Ламіс Бредіс, Т. Гіршберг, Фаїна Єпіфанова,
Б. Пєтін, Т. Пузирьова, Лідія Резцова, М. Зотова
- Кольоровий варіант фільму відновлено у 2013 році із кольороподілених вихідних негативів. Прем'єра відновленого кольорового варіанта 25 лютого 2014 року на фестивалі «Білі стовпи 2014». Над відновленням фільму працювали Микола Майоров, Володимир Котовський.